# 한스 홀트
한스 홀트(Karl Johann Hödl, 1909년 11월 22일~2001년 8월 3일)는 오스트리아의 각본가, 배우, 작가이다.
빈에서 태어났다.

## 영화
- 올모스트 엔젤스(1962년)
- 히어 아임, 히어 아이 스테이(1959년)
- 보리수 2(1958년)
- 보리수(1956년)
- 캐서린 더 라스트(1935년)